# Чемпіонат світу з трекових велоперегонів 2014 — гонка за очками (жінки)
Гонка за очками серед жінок на Чемпіонаті світу з трекових велоперегонів 2014 відбулась 1 березня. У ній взяли участь 19 велогонщиць, які здолали 100 кіл (25 км).

## Медалісти
| Золото | Емі Кюр (AUS)         |
| Срібло | Стефані Поль (GER)    |
| Бронза | Джасмін Глессер (CAN) |

## Результати
Заїзд розпочався о 19:50.
| Місце | Ім'я               | Країна          | Очки за спринт | Очки за коло | Загалом очок |
| ----- | ------------------ | --------------- | -------------- | ------------ | ------------ |
| 1     | Емі Кюр            | Австралія       | 18             | 20           | 38           |
| 2     | Стефані Поль       | Німеччина       | 15             | 20           | 35           |
| 3     | Джасмін Глессер    | Канада          | 12             | 20           | 32           |
| 4     | Кеті Арчибальд     | Велика Британія | 5              | 20           | 25           |
| 5     | Марія Кальє        | Колумбія        | 4              | 20           | 24           |
| 6     | Керолайн Раян      | Ірландія        | 1              | 20           | 21           |
| 7     | Джорджія Бронзіні  | Італія          | 21             | 0            | 21           |
| 8     | Анастасія Чулкова  | Росія           | 1              | 20           | 21           |
| 9     | Джулі Лет          | Данія           | 9              | 0            | 9            |
| 10    | Юдельміс Домінгес  | Куба            | 6              | 0            | 6            |
| 11    | Джеймі Вон         | Гонконг         | 6              | 0            | 6            |
| 12    | Малґоржата Войтира | Польща          | 4              | 0            | 4            |
| 13    | Келлі Дрютс        | Бельгія         | 4              | 0            | 4            |
| 14    | Елізабет Ньюелл    | США             | 3              | 0            | 3            |
| 15    | Ярміла Махачова    | Чехія           | 1              | 0            | 1            |
| 16    | Ольга Масюкович    | Білорусь        | 0              | 0            | 0            |
| 17    | Інгрід Дрексель    | Мексика         | 0              | 0            | 0            |
| 18    | Ана Усабіага       | Іспанія         | 0              | 0            | 0            |
| 19    | Валерія Кононенко  | Україна         | 0              | −20          | −20          |